# آمیلوپلاست

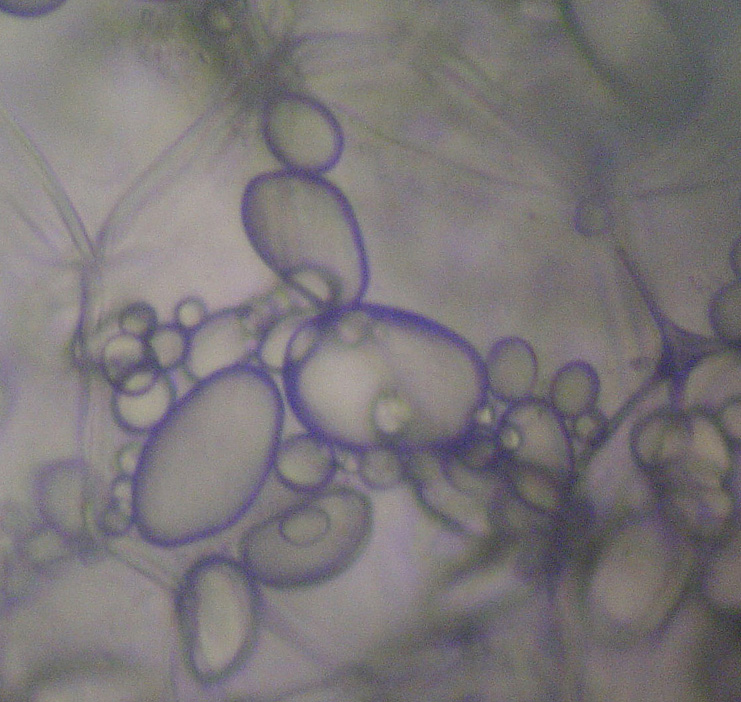
آمیلوپلاست‌ها در سلول‌های سیب‌زمینی

گونه‌ای از پلاست ها

آمیلوپلاست‌ها (به انگلیسی: Amyloplasts)  یا نشادیسه‌ها اندامک‌های بدون رنگدانه‌ای هستند که در برخی از سلول‌های گیاهی یافت می‌شوند. این اندامک‌ها وظیفهٔ سنتز و ذخیره‌سازی نشاسته را از طریق پلیمری شدن گلوکز برعهده دارند. آمیلوپلاست‌ها همچنین، در زمانی که گیاه نیاز به انرژی دارد، توانایی تبدیل این نشاسته را به قند دارند. بسیاری از آمیلوپلاست‌ها را می‌توان در میوه‌ها و در بافت‌های ذخیره‌سازی زیرزمینی گیاهان، مانند سلول‌های سیب زمینی یافت.

## همچنین بینید
- پلاستید
- کلروپلاست